# Wakamatsu Daiki
Daiki Wakamatsu (sinh ngày 2 tháng 8 năm 1976) là một cầu thủ bóng đá người Nhật Bản.

## Sự nghiệp câu lạc bộ
Daiki Wakamatsu đã từng chơi cho Cosmo Oil Yokkaichi, Montedio Yamagata, Shimizu S-Pulse, Oita Trinita và Omiya Ardija.